# Airbus Space and Defence SpacePlane
O Airbus Space and Defence SpacePlane, também conhecido por EADS Astrium TBN de acordo com algumas fontes, é um conceito de avião espacial suborbital para o transporte de turistas espaciais, propostos pela EADS Astrium (atual Airbus Defence and Space), antiga filial espacial do consórcio europeu EADS. Uma maquete foi apresentada oficialmente em Paris no dia 13 de junho de 2007, e agora está em exibição na sala Concorde do Musée de l'Air et de l'Espace. O projeto é a primeira participação no turismo espacial por uma grande empreiteira aeroespacial.

## História
Em 2007, a EADS Astrium esperava iniciar o desenvolvimento deste avião-foguete no ano de 2008, com objetivo de realizar um primeiro voo em 2011. Havia também a possibilidade de que a área tunisiana de Tozeur poderia ser usado para os voos iniciais. O voo de teste para demonstrar as condições encontradas na fase de fim-de-voo de retorno a partir do espaço ocorreu no dia 05 de junho de 2014.

## Características
É um avião-foguete com uma grande envergadura, com uma asa para trás em linha reta e um par de Canards. A propulsão é assegurada pelo clássico motor a jato turbofan motores a jato para a fase atmosférica e um motor de foguete alimentado por metano e oxigênio para a fase de turismo espacial. Ele pode transportar um piloto e quatro passageiros. As dimensões e aparência são um pouco semelhantes aos de um jato empresarial.